# Највећа представа на свету
Највећа представа на свету (енгл. The Greatest Show on Earth) амерички је драмски филм из 1952. године који је режирао Сесил Б. Демил. Главне улоге у филму играју Бети Хатон, Корнел Вајлд, Чарлтон Хестон и Џејмс Стјуарт. Радња прати животе запослених великог циркуса, као и настојање менаџера циркуса да реши страховите логистичке проблеме који свакодневно угрожавају одржавање спектакуларних тачака.
Поред глумаца, у филму се појавила и права трупа циркуса Ringling Bros. and Barnum & Bailey's Circus са својом екипом од 1.400 људи, стотинама животиња и 60 вагона опреме и шатора. Глумци су изучили своје циркуске улоге и учествовали у чиновима. Прича филма је подржана раскошном сценографијом, стварним циркуским наступима и документарним приказима сложене логистике иза великих циркуса.
Филм је освојио два Оскара (за најбољи филм и најбољу причу), а био је номинован за најбољу костимографију, најбољу режију и најбољу монтажу филма. Такође је освојио награде Златни глобус за најбољу фотографију, најбољу режију и најбољи драмски филм.

## Радња
Бред Брејден је менаџер највећег путујућег циркуса на свету. Управни одбор циркуса планира да одржи кратку 10-недељну сезону уместо да ризикује губитак новца у климавој послератној економији. Бред се цењка да циркус остане на путу све док остварује профит, осигуравајући на тај начин посао 1.400 извођача и радника.
Бред невољно каже Холи, својој девојци акробаткињи, да она више неће бити главна звезда представе. Био је приморан да ангажује светски познатог акробату (и познатог женскароша) „Великог Себастијана” као звезду и главну атракцију те године. Холи је сломљеног срца и тврди да Бред нема осећања. Вољени кловн Батонс, који се никада не појављује без шминке и за кога се чини да поседује знатно медицинско знање, такође се суочава са невољама. Холи проналази новински чланак о доктору који је своју супругу убио из милосрђа, али га не повезује одмах са Батонсом.
Себастијан стиже у циркус, и хладно га дочекују две бивше љубавнице: Енџел, која наступа у тачки са слоном заједно са патолошки љубоморним Клаусом, и Филис, акробаткиња гвоздених чељусти и певачица у једној од музичких нумера. Себастијана привлачи Холи и нуди јој централно место у представи. Када Бред одбије, Холи се заклиње да ће поново бити главна звезда на представи.
Батонсова мајка присуствује једној представи, упозоравајући сина да му је полиција на трагу. У међувремену, надметање између двоје акробата постаје све опасније; дуел се завршава када Себастијан уклони своју заштитну мрежу, а затим претрпи озбиљан пад када тачка крене по злу. Батонс се стара за њега пре него што хитна помоћ дође, импресионирајући циркуског лекара. Холи коначно добија централно место у представи, али није задовољна начином на који га је добила. Бред не може да је утеши, јер она сада гаји осећања према Себастијану.
Бред, који води чисту представу, хвата похлепног концесионара Харија како вара муштерије. Хари је отпуштен, заклиње се на освету и остаје на периферији представе сејући незадовољство међу запосленима, посебно Клаусом. Неколико месеци касније, Себастијан се поново придружује представи, али му је десна рука парализована. Холи оптерећена кривицом исповеда љубав према Себастијану, верујући да Бред нема осећања. Енџел грди Холи због њених поступака и сама започиње везу са Бредом. Током једног од наступа, бесни Клаус прети да ће радије натерати слона да згази Енџел него да је пусти код другог мушкарца. Бред интервенише како би је спасао и отпушта Клауса.
После једног наступа, Грегори, специјални агент ФБИ-а, који је у потрази за убицом из милосрђа, придружује се циркуском возу. Показује Бреду фотографију Батонса без шминке, али Бред га не препознаје. Касније, Батонс говори Бреду да Себастијан још увек има осећај у повређеној руци, што је знак да његов инвалидитет није трајан. Бред схвата да је Батонс заправо доктор и нехајно му наглашава да ће Грегори узимати отиске прстију на следећој станици, како би могао да побегне или да се притаји.
Хари и Клаус заустављају први део воза да би опљачкали вагон са новцем. Клаус види да долази друга секција и схвата да је Енџел у том возу. Он окреће фарове свог аутомобила низ пругу да би упозорио надолазећи воз. У немогућности да закочи на време, други воз разбија аутомобил са шина, убивши Клауса и Харија. Такође се судара са првим возом, чиме је начињена велика материјална штета са много повређених.
Бред је остао заглавље у олупини, крварећи из артерије. Батонс покушава да побегне са лица места, али Холи, схватајући кога заиста воли, моли Батонса за помоћ. Батонс даје Бреду директну трансфузију од Себастијана, који има исту ретку крвну групу. Грегори помаже Батонсу, а затим га невољно хапси. Батонс даје свог пса једном детету и одлази са Грегоријем да се суочи са непознатом судбином.
Холи преузима команду над представом, организујући параду која води цео оближњи град до представе на отвореном. Бред схвата колико воли Холи, али она сада нема времена за њега јер представа мора да се настави. Себастијан предлаже брак Енџел, а она прихвата. Холи предводи извођаче у импровизованој представи, а величанствени опоравак од катастрофе осигурава да циркус настави своју националну турнеју.

## Улоге
| Глумац          | Улога              |
| --------------- | ------------------ |
| Бети Хатон      | Холи               |
| Корнел Вајлд    | Велики Себастијан  |
| Чарлтон Хестон  | Бред Брејден       |
| Џејмс Стјуарт   | кловн Батонс       |
| Дороти Ламур    | Филис              |
| Глорија Грејам  | Енџел              |
| Хенри Вилкоксон | ФБИ агент Грегори  |
| Лоренс Тирни    | господин Хендерсон |
| Лајл Бетгер     | Клаус              |

## Награде
Филм је освојио два Оскара и три Златна глобуса.
- Оскар за најбољи филм (Сесил Б. Демил)
- Оскар за најбољу причу (Фредрик М. Френк, Тиодор Сент Џон и Френк Кавет)
- Златни глобус за најбољи драмски филм (Сесил Б. Демил)
- Златни глобус за најбољег режисера (Сесил Б. Демил)
- Златни глобус за најбољу кинематографију у боји (Џон Поврел Марли и Џорџ Барнс)